# Serge Peretti, le dernier italien

Serge Peretti, le dernier Italien est un long métrage documentaire français écrit, produit et réalisé en 1997 par Dominique Delouche, sorti en 1997.

## Synopsis
Né à Venise en 1905, Sergio dit Serge Peretti  se forme à l’Opéra de Paris, dont il intègre la ballet dès 1920. Il s'impose vite comme un danseur à l'élégance et à la technique exceptionnelles. En 1941, il sera le premier homme à se voir décerner le titre d'étoile. Au terme d'une carrière brillante, il se tourne vers l'enseignement, formant les plus grands noms de la danse de 20e siècle.
En 1997, deux mois avant sa mort, il accepte de paraître devant la caméra de Dominique Delouche. Affaibli, la voix cassée, mais toujours animé par la passion de la danse, Serge Peretti nous parle de sa longue carrière ; des propos que viennent illustrer des images d'archives et que complètent des témoignages de grands noms qui furent ses élèves.

## Fiche technique
- Titre : Serge Peretti, le dernier Italien
- Producteur, scénariste et réalisateur : Dominique Delouche
- Scénario : Dominique Delouche
- Sociétés de production : Les Films du Prieuré, avec la participation du CNC, de l'Association pour le Rayonnement de l'Opéra de Paris, de la Cinémathèque de la Danse, de l'Opéra National de Paris et de l'Association pour le Rayonnement de l'Opéra de Paris
- Sociétés de distribution : Les Films du Prieuré, en DVD, Doriane Films (Collection « Etoiles pour l'exemple » no 3)
- Directeur de la photographie : Alain Herpe
- Œuvres musicales : « Castor et Pollux » et « Le tambourin » de Jean-Philippe Rameau, « Petrouchka » d' Igor Stravinsky, « Giselle », d'Adolphe Adam, « Les petits riens » de Wolfgang Amadeus Mozart, « Coppélia » de Léo Delibes
- Montage : Isabelle Dedieu, Dominique Greussay
- Ingénieur du son : Michel Berthez,
- Tournage : en 1997 à l'Opéra Garnier et à L'Ecole de Danse de L'Opéra de Paris
- Pays :  France
- Genre : documentaire
- Format : couleurs et noir et Blanc - Négatif et Positif : 35 mm - Ratio : 1,66
- Durée : 64 minutes
- Visa de contrôle cinématographique no 92454 délivré le 3-12-1997.
- Copyright 1997 Les Films du Prieuré/2005 Doriane Films
- Dates de sortie : 
  - Sortie nationale : fin 1997
  - Sortie en DVD : mai 2005
- Visa d'exploitation :no 75044 délivré le 27 novembre 1991

## Distribution
- Serge Peretti
- Elisabeth Maurin
- Nicolas Le Riche
- Jean-Yves Lormeau
- Emmanuel Thibault
- Damien Hermellin
- Cyril Atanassoff
- Yvette Chauviré
- Claude Bessy
- Attilio Labis
- Suzanne Lorcia
- Serge Lifar (dans une séquence d'archive)